# Cercle de Aourou
Le cercle de Aourou est une circonscription administrative malienne instauré en 2023, il constitue le 6e cercle de la région de Kayes.

## Géographie
Le cercle compte 4 communes et s'étend au nord-ouest de la région de Kayes à proximité de la frontière mauritanienne.

## Histoire
Lors de la réforme administrative de 2023, les communes de Djélébou, Sahel, Karakoro, Koussané sont soustraites du cercle de Kayes pour former le 6e cercle de la région de Kayes.

## Administration
Instauré en 2023, le cercle compte 3 arrondissements, 4 communes et 54 VFQ : villages, fractions et quartiers. Le cercle est codé en 0106.
| Code   | Arrondissement                   |
| ------ | -------------------------------- |
| 010601 | Arrondissement central de Aourou |
| 010602 | Arrondissement de Koussané       |
| 010603 | Arrondissement de Teichibé       |

| Code     | Commune  | Chef-lieu | VFQ | Superficie (km2) |
| -------- | -------- | --------- | --- | ---------------- |
| 01060101 | Djélébou | Aourou    | 13  | 838              |
| 01060102 | Sahel    | Bafarara  | 6   | 808              |
| 01060201 | Koussané | Koussané  | 28  | 2968             |
| 01060301 | Karakoro | Teichibe  | 7   | 857              |